# Projekt 183R
Projekt 183R (v kódu NATO třída Komar) byla třída raketových člunů sovětského námořnictva z doby studené války. Jako první postavené raketové čluny vytvořily zcela novou kategorii rychlých útočných plavidel. Jejich hlavním úkolem bylo ničení hladinových lodí protivníka.

## Stavba
Tento typ vyvinula Ústřední námořní konstrukční kancelář (CMKB) Almaz, tehdy ještě nesoucí označení CKB-5. V letech 1959–1965 bylo postaveno 112 člunů této třídy. Dalších cca 100 člunů postavila Čína jako typ 024 (jinak též třída Hoku a exportní varianta Hegu). Většina člunů byla brzy odprodána sovětským spojencům – například Alžírsku, Čínské lidové republice, Egyptu, KLDR a Vietnamu. Ruské námořnictvo již žádné čluny této třídy neprovozuje, v zahraničí však mohou být některé stále aktivní.

## Konstrukce
Třída Komar využívala dřevěného trupu motorových torpédových člunů třídy P6. Hlavní výzbroj tvořily dva vypouštěcí kontejnery protilodních střel P-15 Termit (SS-N-2A Styx) na bocích trupu. Střely měly hlavici o hmotnosti 500 kg a dolet 46 km. Ve výzbroji je doplňovala věžička s 25mm dvojkanónem umístěná na přídi člunu.

## Operační služba
Dva egyptské raketové čluny „504“ a „501“ třídy Komar odpoledne 21. října 1967 pomocí raket Styx potopily izraelský torpédoborec Ejlat. Bylo to první potopení nepřátelského plavidla řízenou střelou a zároveň bojový křest raketových člunů.

## Uživatelé
Alžírsko
- Alžírské námořnictvo – 6 člunů[5]

 Čína

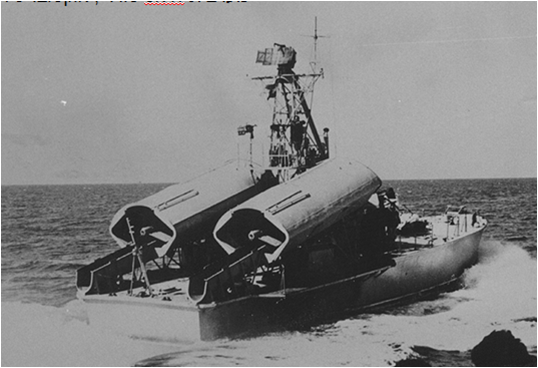
Egyptský raketový člun v roce 1975

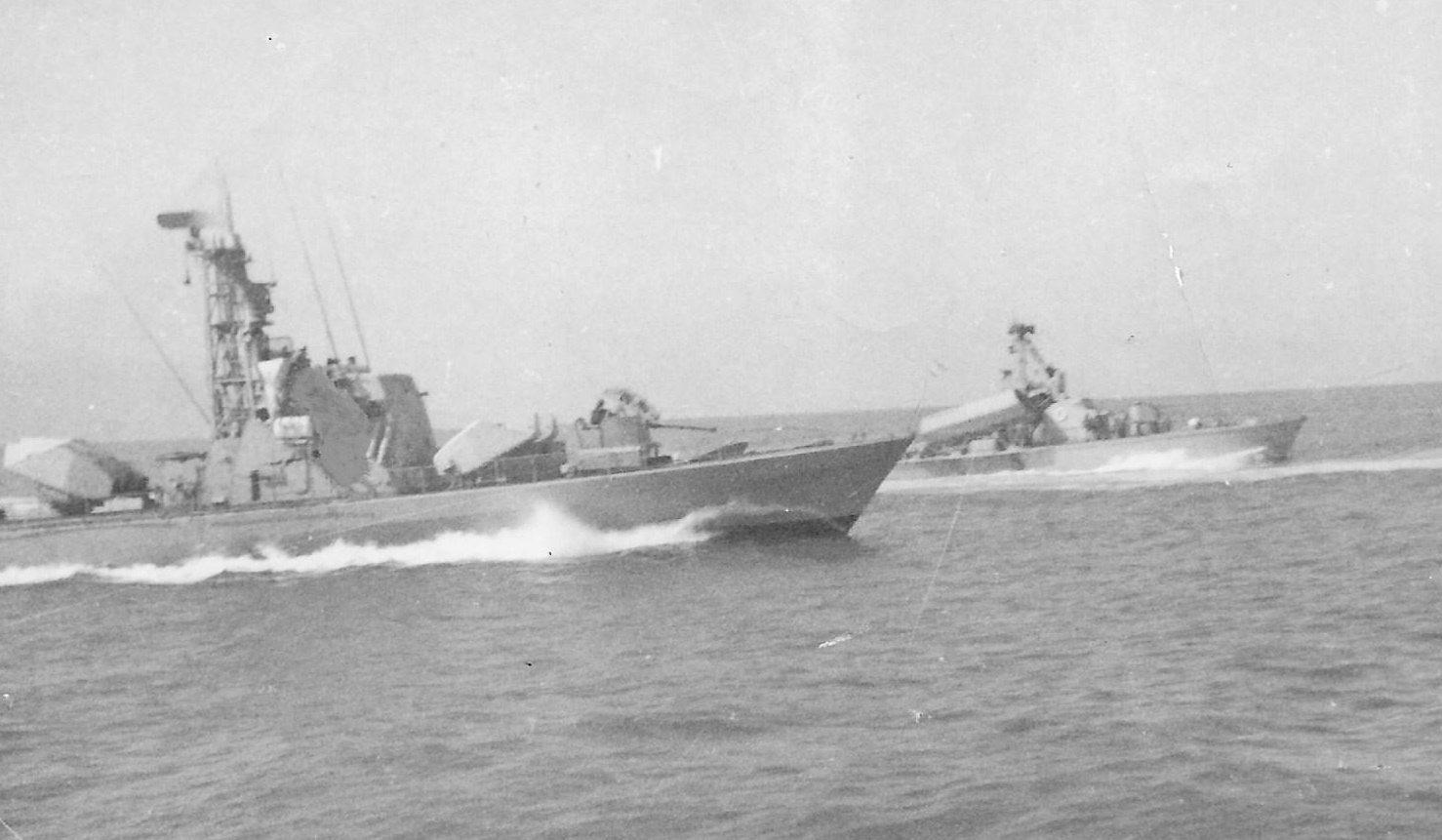
Egyptský raketový člun (vpravo) s izraelským raketovým člunem třídy Sa'ar 2 v roce 1976

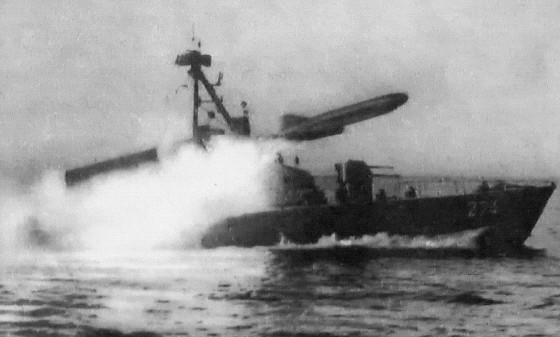
Sovětský raketový člun projektu 183R (NATO: Komar) při odpálení protilodní řízené střely P-15 Termit

- Námořnictvo Čínské lidové osvobozenecké armády – 7–8 člunů ze SSSR.

 Egypt
- Egyptské námořnictvo – 8 člunů[5]

 Etiopie
- Etiopské námořnictvo – 2 čluny[5]

 Guinea
- Guinejské námořnictvo – 3 čluny[5]

 Indonésie
- Indonéské námořnictvo – 12 člunů[5]

 Irák
- Irácké námořnictvo – 3 čluny[5]

 Severní Korea
- Námořnictvo Korejské lidové armády – 18 člunů (6 dodáno ze SSSR, 4 složeny z dodaných dílů a 8 postaveno v domácích loděnicích).

 Kuba
- Kubánské revoluční námořnictvo – 12 člunů[5]

 Sovětský svaz
- Sovětské námořnictvo

 Sýrie
- Syrské arabské námořnictvo – 6 člunů[5]

 Vietnam
- Vietnamské lidové námořnictvo – 4 čluny[5]